# Heavy Metal (film)
Heavy Metal – amerykańsko-kanadyjski film animowany z gatunku science fiction. Na ekrany wszedł w 1981. Był często nagradzanym zbiorem opowiadań, które wyszły spod rąk młodych wówczas twórców, obecnie mających ogromny dorobek przy tworzeniu kasowych filmów m.in. w Hollywood. Film doczekał się kontynuacji i adaptacji gry.
Film wyreżyserował Gerald Potterton, scenariusz napisali L. Bluma i C. Cole na podstawie komiksów: Richarda Corbena, Angusa McKie, a przede wszystkim Dana O’Bannona.
W ścieżce dźwiękowej wykorzystano piosenki takich zespołów jak Cheap Trick, Black Sabbath, Journey, Nazareth i Devo.
W Polsce, film był objęty cenzurą aż do upadku komunizmu. W 1996, przedsiębiorstwo ITI Home Video wydało film na kasetach VHS pod nazwą Heavy Metal - Pełny odlot. Wersja ta zawierała dotychczas niepublikowany segment z muzyką Krzysztofa Pendereckiego.

## Fabuła
Loc Nar to niezwykły klejnot zła objawiający się pod postacią świecącej na zielono kuli, która dać może każdemu niewyobrażalną moc. Podróżuje w czasie i przestrzeni, a wszędzie gdzie się pojawi sieje zło i zniszczenie. Kto ów klejnot zobaczy – natychmiast chce go posiąść. Jednakże niszczy wówczas wszystko to co napotka na swojej drodze, rodzinę, nawet samego siebie.
Loc Nar jest kluczowym elementem łączącym wszystkie wątki filmu – które pomimo różnic czasu (przeszłość jak zarówno przyszłość), miejsca (ziemia, kosmos, inne światy), w stylowej oprawie muzycznej (głównie heavy metalu), traktują o tych samych problemach dotykających wszelkiej istoty żywej: żądzy, pysze, zawiści i zachłanności.
Film ten animowany ręcznie, był prekursorem animacji komputerowych i stylizacji podobnych wątków (rozpisanych przez tych samych autorów) w wielu kolejnych produkcjach kinowych, m.in. Piąty element, Pulp Fiction, Trainspotting, A.I. Sztuczna inteligencja czy Powrót żywych trupów.

### Historie
- lądowaniu astronauty (segment: „Soft Landing”)
- młodej dziewczynki (segment: „Grimaldi”)
- taksówkarza z Nowego Jorku 2023 (segment: „Harry Canyon”)
- chłopcu i jego marzeniach o sile i urodzie (segment: „Den” – na bazie komiksu Richarda Corbena Hero)
- pilotach wojny światowej (segment:"B-17” – opowadanie Dana O’Bannona)
- skorumpowanym komandorze (segment: „Captain Sternn” – na bazie komiksu Bernie Wrightsona)
- porwaniu sekretarki (segment: „So Beautiful and So Dangerous” – na bazie komiksu Angusa McKie)
- obrończyni (segment: „Taarna”)